# Leichtathletik-Europameisterschaften 1974/100 m der Frauen

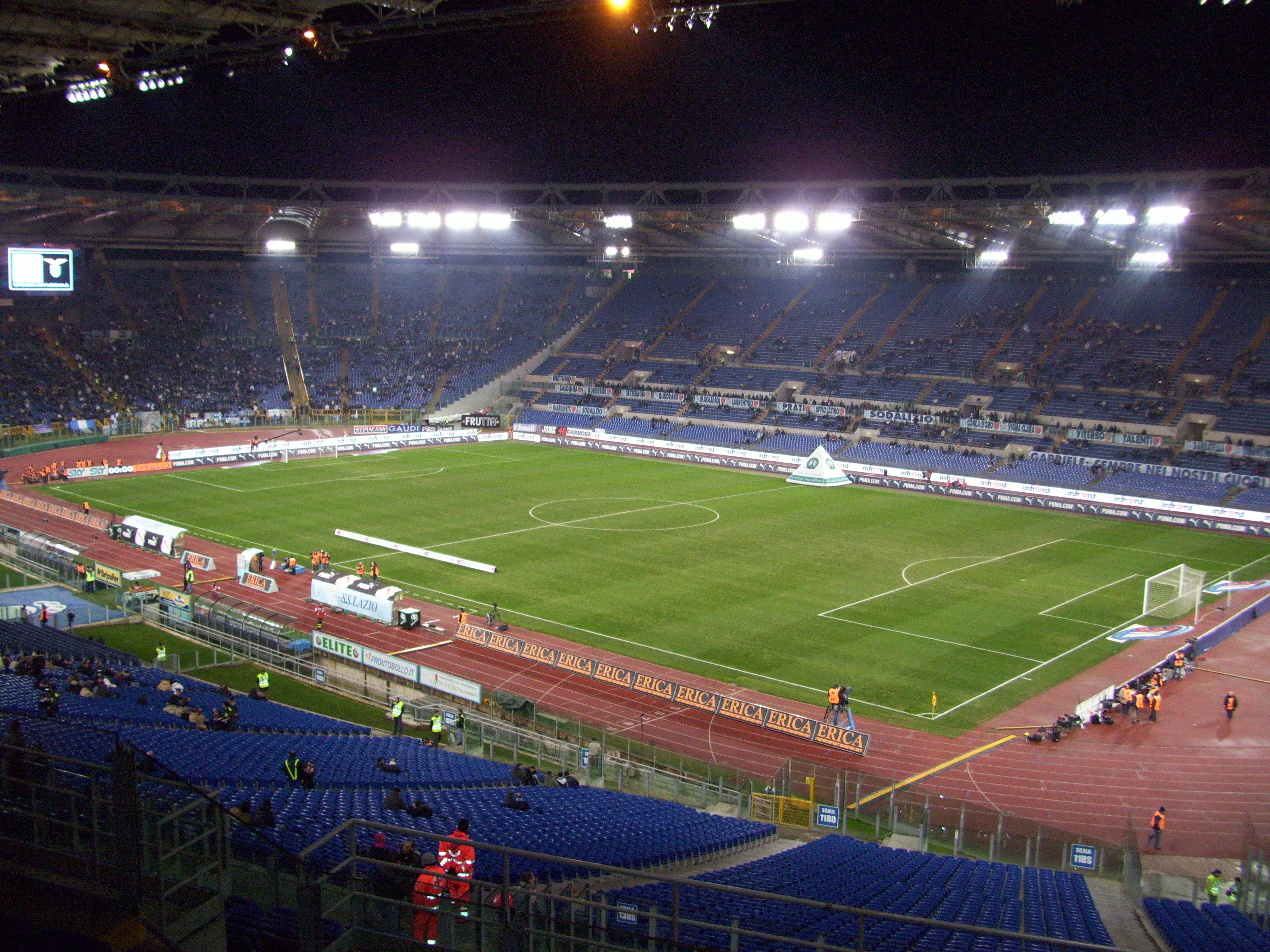
Das Olympiastadion von Rom im Jahr 2009

Der 100-Meter-Lauf der Frauen bei den Leichtathletik-Europameisterschaften 1974 wurde am 2. und 3. September 1974 im Olympiastadion von Rom ausgetragen.
Europameisterin wurde die mehrfache Olympiasiegerin und Europameisterin auf den Sprintstrecken sowie im Weitsprung Irena Szewińska aus Polen, die drei Tage später auch den 200-Meter-Lauf gewann. Den zweiten Platz belegte die Sprint-Doppelolympiasiegerin von 1972 und Sprint-Doppeleuropameisterin von 1971 Renate Stecher aus der DDR. Die Britin Andrea Lynch errang die Bronzemedaille.

## Rekorde
Vorbemerkung:

In diesen Jahren gab es bei den Bestleistungen und Rekorden eine Zweiteilung. Es wurden nebeneinander handgestoppte und elektronisch ermittelte Leistungen geführt. Die offizielle Angabe der Zeiten erfolgte in der Regel noch in Zehntelsekunden, die bei Vorhandensein elektronischer Messung gerundet wurden. Allerdings verlor der in Zehntelsekunden angegebene Rekord immer mehr an Bedeutung. Ab 1977 hatte das Nebeneinander der Bestzeiten ein Ende, von da an wurde nur noch der elektronische gemessene und in Hundertstelsekunden angegebene Wert als Rekord gelistet.

### Offizielle Rekorde – Angabe in Zehntelsekunden

#### Bestehende Rekorde
| Weltrekord   | 10,8 s | Renate Stecher  | Dresden, DDR (heute Deutschland)     | 20. Juli 1973      |
| Europarekord | 10,8 s | Renate Stecher  | Dresden, DDR (heute Deutschland)     | 20. Juli 1973      |
| EM-Rekord    | 11,4 s | Jutta Heine     | EM Belgrad, Jugoslawien – Halbfinale | 13. September 1962 |
| EM-Rekord    | 11,4 s | Ewa Kłobukowska | EM Budapest, Ungarn – Vorlauf        | 30. August 1966    |
| EM-Rekord    | 11,4 s | Ewa Kłobukowska | EM Budapest, Ungarn – Halbfinale     | 31. August 1966    |
| EM-Rekord    | 11,4 s | Renate Stecher  | EM Helsinki, Finnland – Vorlauf      | 10. August 1971    |
| EM-Rekord    | 11,4 s | Renate Stecher  | EM Helsinki, Finnland – Finale       | 11. August 1971    |

#### Rekordeinstellungen/-verbesserungen
Der bestehende EM-Rekord von wurde bei diesen Europameisterschaften einmal eingestellt fünfmal verbessert:
- Rekordeinstellung:
  - 11,4 s – Irena Szewińska (Polen), zweiter Vorlauf am 2. September
- Rekordverbesserungen:
  - 11,3 s – Mona-Lisa Pursiainen (Finnland), dritter Vorlauf am 2. September
  - 11,3 s – Mona-Lisa Pursiainen (Finnland),  erstes Halbfinale am 3. September
  - 11,3 s – Annegret Richter (BR Deutschland), erstes Halbfinale am 3. September
  - 11,2 s – Irena Szewińska (Polen), zweites Halbfinale am 3. September
  - 11,1 s – Irena Szewińska (Polen), Finale am 3. September

### Elektronisch gemessene Rekorde

#### Bestehende Rekorde
| Weltrekord           | 11,07 s | Renate Stecher | OS München, BR Deutschland (heute Deutschland) | 2. September 1972 |
| Europarekord         | 11,07 s | Renate Stecher | OS München, BR Deutschland (heute Deutschland) | 2. September 1972 |
| Meisterschaftsrekord | 11,35 s | Renate Stecher | EM Helsinki, Finnland                          | 11. August 1971   |

#### Rekordverbesserungen
Der bestehende EM-Rekord wurde bei diesen Europameisterschaften dreimal verbessert. Darüber hinaus gab es zwei neue Landesrekorde.
- Meisterschaftsrekorde:
  - 11,31 s – Mona-Lisa Pursiainen (Finnland), dritter Vorlauf am 2. September
  - 11,15 s – Irena Szewińska (Polen), zweites Halbfinale am 3. September
  - 11,14 s – Irena Szewińska (Polen), Finale am 3. September
- Landesrekorde:
  - 11,15 s – Irena Szewińska (Polen), zweites Halbfinale am 3. September
  - 11,14 s – Irena Szewińska (Polen), Finale am 3. September

## Anmerkung zu den angegebenen Bestleistungen
Die in den Tabellen benannten Bestleistungen beziehen sich auf elektronisch gemessene Zeiten.

## Legende
- CR: Championshiprekord
- NR: Nationaler Rekord

## Vorrunde
2. September 1974
Die Vorrunde wurde in vier Läufen durchgeführt. Die ersten drei Athletinnen pro Lauf – hellblau unterlegt – und die darüber hinaus vier zeitschnellsten Sprinterinnen – hellgrün unterlegt – qualifizierten sich für das Halbfinale.

### Vorlauf 1
Wind: −0,9 m/s
| Platz | Name               | Nation         | Zeit (s) |
| ----- | ------------------ | -------------- | -------- |
| 1     | Renate Stecher     | DDR            | 11,54    |
| 2     | Sonia Lannaman     | Großbritannien | 11,76    |
| 3     | Linda Haglund      | Schweden       | 11,81    |
| 4     | Wilma van den Berg | Niederlande    | 11,95    |
| 5     | Cecilia Molinari   | Italien        | 11,95    |
| 6     | Brigitte Haest     | Österreich     | 12,03    |

### Vorlauf 2
Wind: +0,4 m/s
| Platz | Name                 | Nation         | Zeit (s) |
| ----- | -------------------- | -------------- | -------- |
| 1     | Irena Szewińska      | Polen          | 11,39    |
| 2     | Ljudmila Maslakowa   | Sowjetunion    | 11,54    |
| 3     | Bärbel Eckert        | DDR            | 11,63    |
| 4     | Elfgard Schittenhelm | BR Deutschland | 11,75    |
| 5     | Rita Bottiglieri     | Italien        | 12,08    |
| 6     | Judit Szabó          | Ungarn         | 12,70    |

### Vorlauf 3
Wind: +0,8 m/s
| Platz | Name                 | Nation         | Zeit (s) |
| ----- | -------------------- | -------------- | -------- |
| 1     | Mona-Lisa Pursiainen | Finnland       | 11,31 CR |
| 2     | Inge Helten          | BR Deutschland | 11,56    |
| 3     | Helen Golden         | Großbritannien | 11,67    |
| 4     | Zsuzsa Karoly        | Ungarn         | 12,22    |
| 5     | Sylviane Telliez     | Frankreich     | 12,98    |

### Vorlauf 4
Wind: −0,8 m/s
| Platz | Name                 | Nation         | Zeit (s) |
| ----- | -------------------- | -------------- | -------- |
| 1     | Andrea Lynch         | Großbritannien | 11,39    |
| 2     | Annegret Richter     | BR Deutschland | 11,41    |
| 3     | Christina Heinich    | DDR            | 11,58    |
| 4     | Tatjana Tschernikowa | Sowjetunion    | 11,79    |
| 5     | Danuta Jędrejek      | Polen          | 11,92    |
| 6     | Laura Nappi          | Italien        | 12,01    |

## Halbfinale
3. September 1974, 16:20 Uhr
In den beiden Halbfinalläufen qualifizierten sich die jeweils ersten vier Athletinnen – hellblau unterlegt – für das Finale.

### Lauf 1
Wind: −0,8 m/s
| Platz | Name                 | Nation         | Zeit (s) |
| ----- | -------------------- | -------------- | -------- |
| 1     | Mona-Lisa Pursiainen | Finnland       | 11,34    |
| 2     | Annegret Richter     | BR Deutschland | 11,34    |
| 3     | Renate Stecher       | DDR            | 11,38    |
| 4     | Christina Heinich    | DDR            | 11,48    |
| 5     | Sonia Lannaman       | Großbritannien | 11,53    |
| 6     | Helen Golden         | Großbritannien | 11,59    |
| 7     | Tatjana Tschernikowa | Sowjetunion    | 11,75    |
| 8     | Danuta Jędrejek      | Polen          | 11,90    |

### Lauf 2

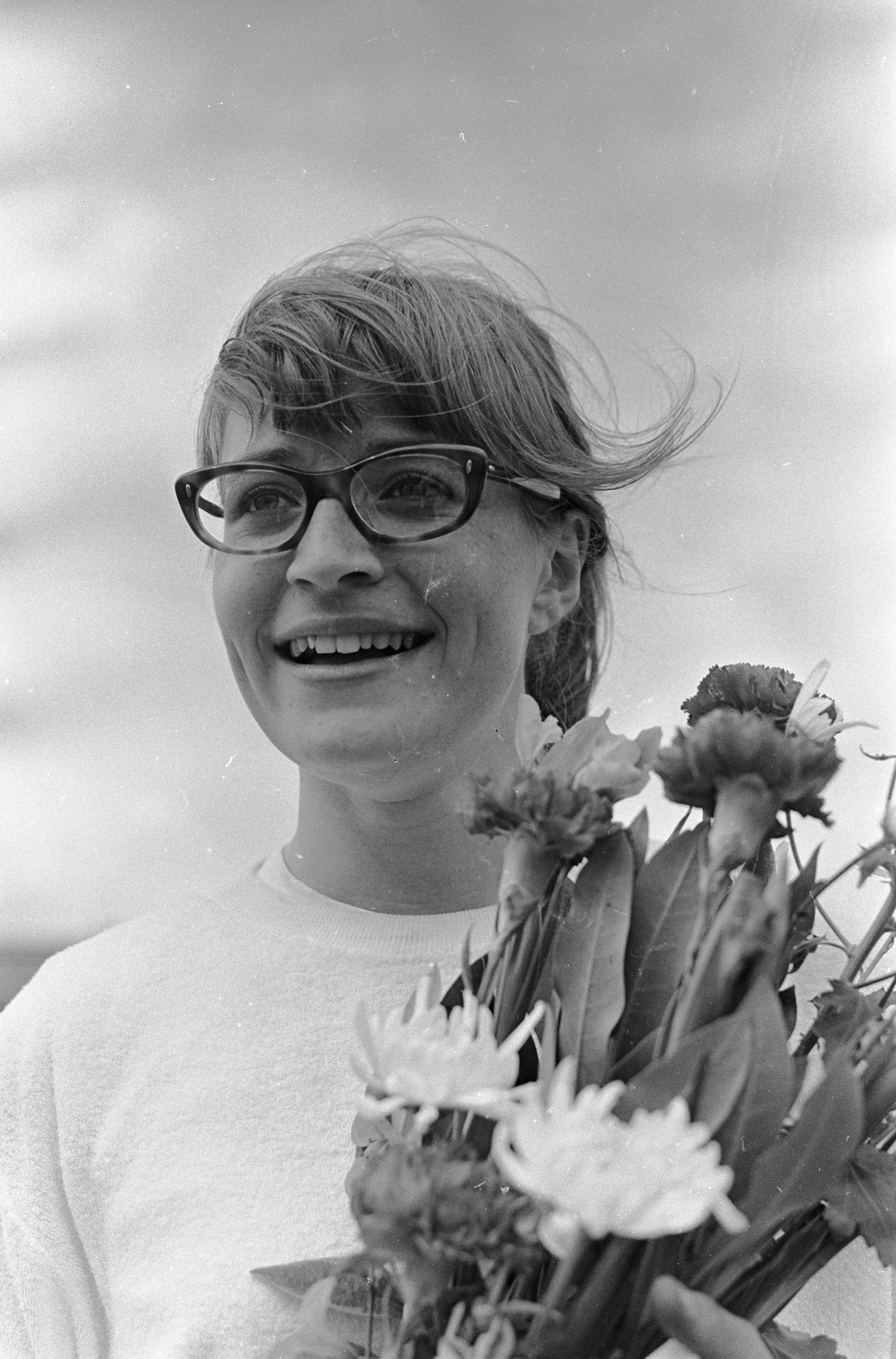
Wilma van Gool, spätere Wilma van den Berg, schied wie 1971 im EM-Halbfinale aus
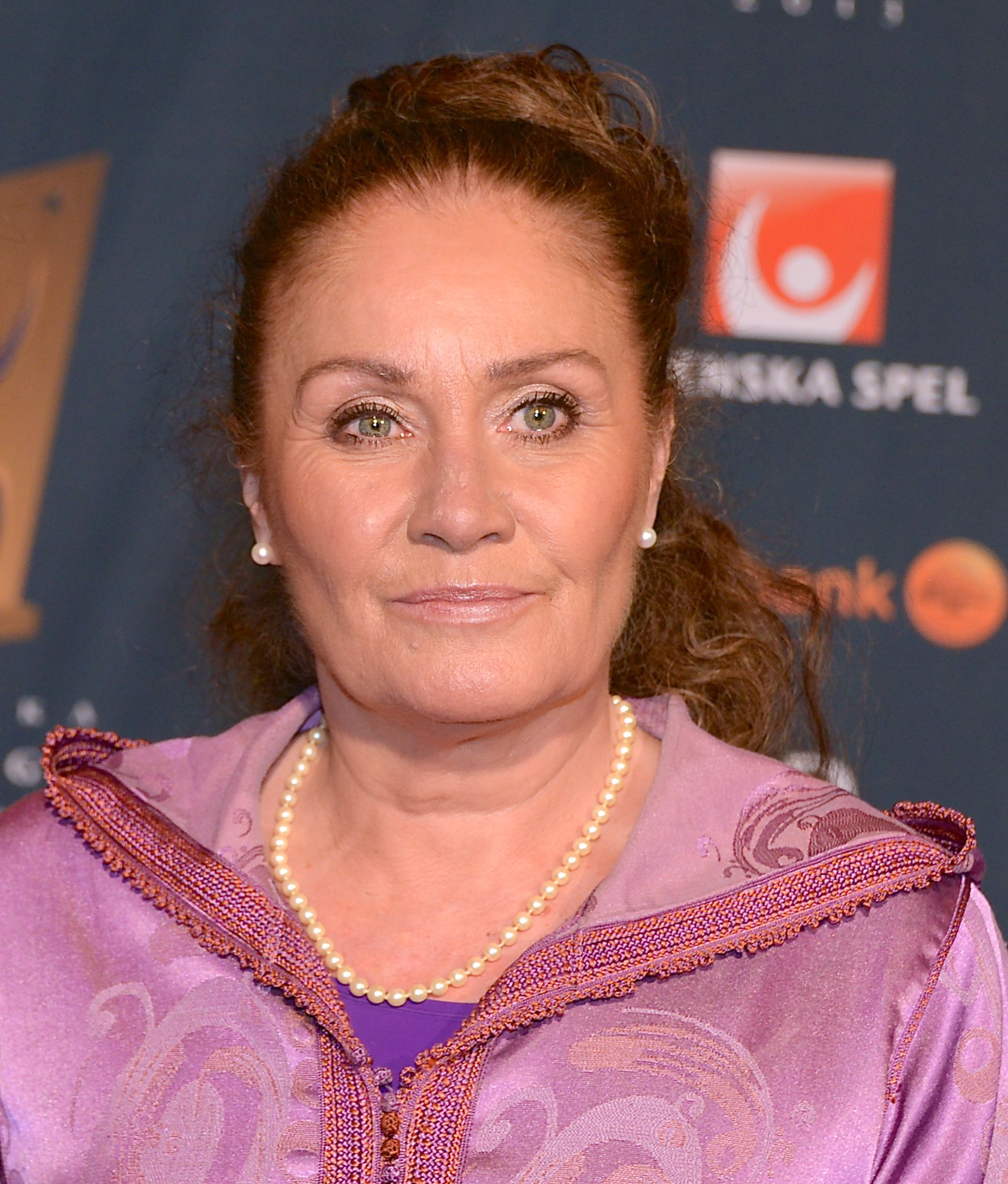
Linda Haglund (hier im Jahr 2013) erreichte als Achte ihres Semifinales nicht den Endlauf – 1978 wurde sie Vizeeuropameisterin

Wind: −1,3 m/s
| Platz | Name                 | Nation         | Zeit (s)    |
| ----- | -------------------- | -------------- | ----------- |
| 1     | Irena Szewińska      | Polen          | 11,15 CR/NR |
| 2     | Ljudmila Maslakowa   | Sowjetunion    | 11,35       |
| 3     | Bärbel Eckert        | DDR            | 11,43       |
| 4     | Andrea Lynch         | Großbritannien | 11,46       |
| 5     | Elfgard Schittenhelm | BR Deutschland | 11,49       |
| 6     | Inge Helten          | BR Deutschland | 11,65       |
| 7     | Wilma van den Berg   | Niederlande    | 11,70       |
| 8     | Linda Haglund        | Schweden       | 11,72       |

## Finale

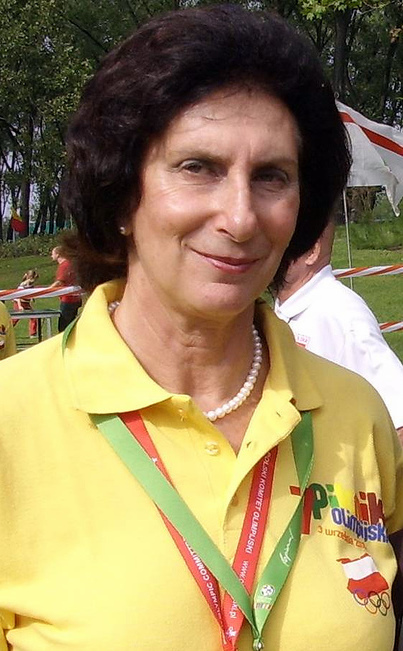
Irena Szewińska (hier im Jahr 2007), zweifache Olympiasiegerin und dreifache Europameisterin, gewann hier den 100- und 200-Meter-Lauf – 1976 errang sie Olympiagold über 400 Meter

3. September 1974, 17:40 Uhr
Wind: −1,2 m/s
| Platz | Name                 | Nation         | Zeit (s)    |
| ----- | -------------------- | -------------- | ----------- |
| 1     | Irena Szewińska      | Polen          | 11,13 CR/NR |
| 2     | Renate Stecher       | DDR            | 11,23       |
| 3     | Andrea Lynch         | Großbritannien | 11,28       |
| 4     | Ljudmila Maslakowa   | Sowjetunion    | 11,36       |
| 5     | Annegret Richter     | BR Deutschland | 11,36       |
| 6     | Mona-Lisa Pursiainen | Finnland       | 11,42       |
| 7     | Bärbel Eckert        | DDR            | 11,46       |
| 8     | Christina Heinich    | DDR            | 11,63       |

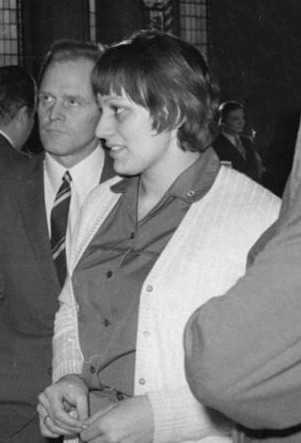
Renate Stecher, Sprint-Doppelolympiasiegerin von 1972 und Sprintdoppeleuropameisterin von 1971 wurde Vizeeuropameisterin, am Schlusstag Siegerin mit der DDR-Sprintstaffel
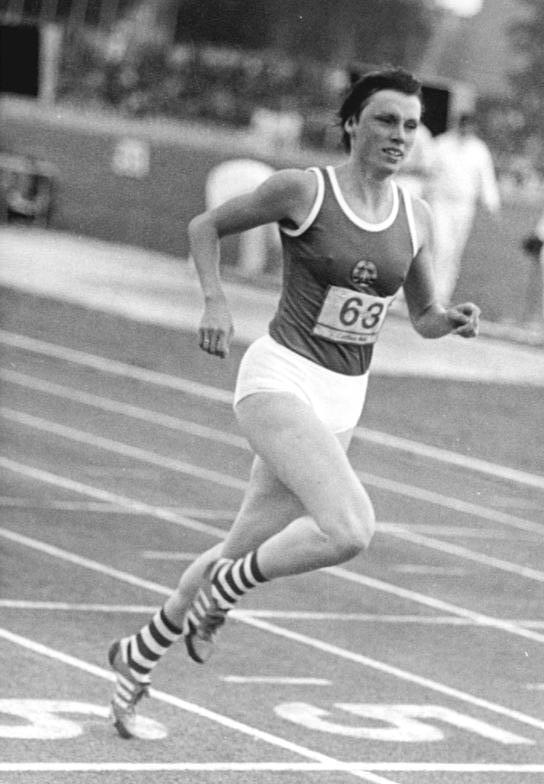
Bärbel Eckert, spätere Bärbel Wöckel, belegte Rang sieben und wurde mit der DDR-Mannschaft Europameisterin in der Sprintstaffel – 1976 errang sie olympisches Gold über 200 Meter, 1982 gab es für sie noch zweimal EM-Gold und einmal Silber